# Авеньо
Авеньо (італ. Avegno, ліг. Avëgno) — муніципалітет в Італії, у регіоні Лігурія,  метрополійне місто Генуя.
Авеньо розташоване на відстані близько 390 км на північний захід від Рима, 19 км на схід від Генуї.
Населення — 2552 особи (2014).
Щорічний фестиваль відбувається 29 червня. Покровитель — Петро (апостол).

## Демографія
Населення за роками:

Станом на 1 січня 2023 року в муніципалітеті офіційно проживало 113 іноземців з 29 країн, серед них 24 громадяни країн Євросоюзу та 13 громадян України.

## Сусідні муніципалітети
- Рапалло
- Рекко
- Сорі
- Трибонья
- Ушіо